# The Muppets (série de televisão)
The Muppets (Os Marretas (título em Portugal) ) é uma série de televisão estado-unidense produzida por Bill Prady e Bob Kushell. A série está a ser produzida nos estúdios ABC Studios e The Muppets Studio, com Randall Einhorn e Bill Barretta como produtores executivos, ao lado de Bill Prady e Bob Kushell. Estreou-se no canal ABC em 22 de setembro de 2015, em Portugal estreou em 27 de setembro de 2015 no TVSéries  e no Brasil estreou em 20 de outubro de 2015 no Canal Sony.
O episódio final na série foi ao ar em 1 de março de 2016.

## Produção
Bill Prady originalmente teve a ideia de trazer os Muppets de volta ao horário nobre na televisão, escolhendo Bob Kushell para ser o produtor executivo, após a série The Big Bang Theory do canal CBS.
A série The Muppets foi considerada uma "apresentação tardia e furtiva" no desenvolvimento da temporada cómica de 2015. Após contratar Prady e Kushell, a ABC solicitou o guião do episódio piloto e uma prova de conceito da apresentação de dez minutos de duração, que foi filmada no Walt Disney Studios de Burbank. Em 7 de maio de 2015, a ABC autorizou a criação e produção da série televisiva.

## Elenco
| Personagem                 | Estados Unidos    |
| -------------------------- | ----------------- |
| Miss Piggy                 | Eric Jacobson     |
| Urso Fozzie                | Eric Jacobson     |
| Animal                     | Eric Jacobson     |
| Sam, a águia               | Eric Jacobson     |
| Kermit / Sapo Cocas        | Steve Whitmire    |
| Rizzo, o rato              | Steve Whitmire    |
| Jairo / Proveta            | Steve Whitmire    |
| Statler                    | Steve Whitmire    |
| Lips                       | Steve Whitmire    |
| Pepe, o rei gamba          | Bill Barretta     |
| Rowlf, o cão               | Bill Barretta     |
| Dr. Dentes                 | Bill Barretta     |
| Cozinheiro/Chefe Sueco     | Bill Barretta     |
| Bobo, o urso               | Bill Barretta     |
| Gonzo                      | Dave Goelz        |
| Dr. Bunsen Honeydew/Melaço | Dave Goelz        |
| Zoot                       | Dave Goelz        |
| Waldorf                    | Dave Goelz        |
| Chip                       | Dave Goelz        |
| Floyd Pepper               | Matt Vogel        |
| Tio Deadly                 | Matt Vogel        |
| Sweetums                   | Matt Vogel        |
| Scooter                    | David Rudman      |
| Janice                     | David Rudman      |
| Walter                     | Peter Linz        |
| Denise                     | Julianne Buescher |

## Episódios
| # (série) | Título                         | Dirigido por    | Escrito por              | Exibição original      | Audiência (em milhões) |
| --------- | ------------------------------ | --------------- | ------------------------ | ---------------------- | ---------------------- |
| –         | "First Look Presentation"      | Randall Einhorn | Bill Prady e Bob Kushell | 21 de julho de 2015    | 1,33                   |
| 1         | "Pig Girls Don't Cry (Piloto)" | Randall Einhorn | Bill Prady e Bob Kushell | 22 de setembro de 2015 | ASA                    |
| 2         | "Hostile Makeover"             | Randall Einhorn | Bill Prady e Bob Kushell | 29 de setembro de 2015 | ASA                    |
| 3         | "Bear Left Then Bear Write"    | ASA             | ASA                      | 6 de outubro de 2015   | por determinar         |